# Rosen av Versailles
Rosen av Versailles (japansk titel: ベルサイユのばら、, Versailles no Bara, fransk titel: La Rose de Versailles) är en japansk shōjo-mangaserie, skriven och illustrerad av japanska serietecknaren Riyoko Ikeda, som utspelar sig innan och under den franska revolutionen. 
Den har adapterats som musikal 1974, uppsatt av japanska impressarion Shinji Ueda med den helkvinnliga japanska teatergruppen Takarazukarevyn (en av deras största succéer), två långfilmer, den ena en japansk-fransk samproducerad spelfilm från 1979 under titeln Lady Oscar, samt en animerad tv-serie 1979–1980, producerad av Tokyo Movie Shinsha som visades av televisionsnätverket Nippon TV.

## Handling
Versailles no Bara utspelar sig i Frankrike innan och under den franska revolutionen. Början av mangaserien handlar om Marie Antoinettes tid på Versailles innan hon blir Frankrikes drottning. Hon anländer till Versailles som österrikisk prinsessa för att gifta sig med den franska kronprinsen, den framtida Ludvig XVI, som en del av en allians mellan kung Ludvig XV och Maries mamma, drottning Maria Teresia av Österrike.  
Marie Antoinette är huvudpersonen i början av serien, men det gillade inte Ikedas redaktörer, som motsatte sig idén om en biografi över den franska drottningens liv. Istället blev Riyoko Ikedas egna fiktiva karaktär, co-protagonisten Oscar François de Jarjayes huvudkaraktären eftersom hon blev väldigt populär hos läsarna. Oscar François de Jarjayes är yngst av fem döttrar till befälhavaren Jarjayes (baserat på den historiska personen François Augustin Regnier de Jarjayes). Eftersom han saknade en manlig arvinge, bestämde han sig för att uppfostra Oscar som sin son i syfte att göra henne till sin efterträdare. Hon växer upp tillsammans med sin barndomsvän, André Grandiér, som är betjänt till familjen Jarjayes och barnbarn till Oscars barnflicka. När Oscar hade fullgjort sin militära utbildning, blir hon befälhavare över den kungliga livvaktsstyrkan och hon får uppdraget att skydda kungafamiljen och Marie Antoinette. Under seriens gång växer vänskapen mellan dem. 
Marie Antoinette och Ludvig XVI lever i ett kärlekslöst förhållande. Istället blir Marie Antoinette förälskad i den svenske adelsmannen Hans Axel von Fersen. De inleder en hemlig relation, men snart börjar rykten sprida sig i Frankrike. För att inte förstöra drottningens rykte, lämnar Fersen Frankrike på uppmaning av Oscar och bestämmer sig för att delta i den amerikanska revolutionen. Utom sig av sorg, blir Marie Antoinette vän med hertiginnan Yolande de Polignac, som får henne att börja spendera stora summor av landets skattepengar på spel, kläder, smycken och fester. Vilket skulle öka hennes impopularitet hos det franska folket och skulle leda till hennes fördärv. Hon dras även in i den s.k. halsbandsprocessen, vilket gör henne mindre populär hos folket. 
Under seriens gång får Oscar ett politiskt uppvaknande. Hon börjar inse samhällets orättvisor och korruptionen inom den kungliga regimen. Parallellt med detta händelseförlopp kommer Oscar och André allt närmare varandra. André är hemligt förälskad i Oscar, men han berättar det inte förrän mot slutet av serien. Till en början motsätter sig Oscar Andrés närmanden, men de inser senare sin kärlek för varandra. Mot slutet avsäger Oscar sig sin titel och hon och André går med på folkets sida under stormningen av Bastiljen tillsammans med Oscars regemente av franska soldater. André dör från en skott innan stormningen, dagen efter att de förklarat varandra sin kärlek. Utom sig av sorg leder Oscar artilleriet mot Bastiljen, men dör innan Bastiljen faller av ett skott från en av soldaterna. 
Efter stormningen av Bastiljen, blir kungafamiljen tillfångatagna och sattes i husarrest. Von Fersen organiserar ett räddningsförsök som misslyckas. Versailles no Bara slutar med Marie Antoinettes och Ludvig XVI:s avrättning.

## Karaktärer

### Huvudkaraktärer
- Marie Antoinette
- Oscar François de Jarjayes
- André Grandiér
- Hans Axel von Fersen
- Rosalie Lamorlière

### Sidokaraktärer
- Ludvig XVI
- Ludvig XV
- Madame du Barry
- François Augustin Regnier de Jarjayes
- Gabrielle de Polastron, hertiginna de Polignac
- Jeanne Valois
- Hertig av Orléans
- Victor Clement de Girodelle
- Bernard Chatelet
- Alain de Soissons

## Takarazuka-musikalen
1974 sattes den första musikalföreställningen av Versailles no Bara upp, producerad av Shinji Ueda, för Takarazukarevyn. Takarazukarevyn (japanska: 宝塚歌劇団, Takarazuka Kagekidan) är ett japanskt musikal- och teatersällskap som endast består av kvinnliga skådespelare och är kända för sina överdådiga musikalföreställningar och revyer.  Versailles no Bara är en av deras största succéer med 1200 föreställningar och som nått ut till 3 miljoner människor. Versailles no Bara succén kallas BeruBara Boom (ベルバラブーム, Berubara Buumu), eftersom teatersällskapets popularitet steg under denna här period och de införde "Top star"-systemet som finns kvar än idag.
Takarazukarevyn har även satt upp Versailles no Bara i olika versioner, där narrativet har fokuserat på exempelvis olika relationer eller från en enskild karaktärs perspektiv. Mellan 1975 - 2006, sattes de upp olika varianter av föreställningar om relationen mellan Oscar - André och Marie Antoinette - Fersen, från båda partnernas perspektiv. Mellan 2008 - 2009, satte Takarazukarevyn upp föreställningar som fokuserade på några sidokaraktärers berättelser, till exempel Victor Clement de Girodelle, Bernard Chatelet och Alain de Soissons..